# Rectartemon depressus
Rectartemon depressus ist eine räuberische Schneckenart aus der Familie Streptaxidae, die in Regenwäldern der Mata Atlântica in Südamerika heimisch ist. Sie ist die bisher einzige bekannte Schneckenart, die Strudelwürmer frisst, und einer von deren sehr wenigen Fressfeinden überhaupt.

## Beschreibung
Das blasse, weiße bis etwas grünliche Schneckenhaus von Rectartemon depressus hat eine runde, flach kegelförmige, flachgedrückte Form und erreicht bei 6 ½ bis 7 ½ konvexen, langsam zunehmenden Umgängen einen Durchmesser von bis zu 18,5 mm und eine Höhe von 10 mm, die Mündung eine Breite von 8,5 mm und eine Höhe von 7,5 mm. Ein weiter durchgehender Nabel ist vorhanden. Die Gehäuseoberfläche weist Rippenstreifen auf, ist aber auf der Unterseite glatter. Die Gehäusemündung ist nur wenig schräg und ausgeschnitten kreisrund, der Saum ziemlich dick und der Oberrand nach vorn gebogen, der äußere und der basale Rand etwas umgeschlagen. Meist gibt es Leisten mit Varices. Der Nabel macht etwa ein Viertel des Durchmessers aus. Der Protoconch besteht aus etwa zweieinhalb Umgängen und ist vom Teleoconch deutlich abgesetzt.
Im Gegensatz zum eher blassen Gehäuse hat die Schnecke selbst – wie auch eine Reihe anderer Arten der Familie – eine lebhaft orange Färbung.
Rectartemon depressus hat – wie andere Raublungenschnecken (bei Kobelt Agnatha) der Familien Streptaxidae und Daudebardiidae – keine Kiefer. Die Radula ist 10 mm lang und 1 mm breit. Sie hat etwa 70 Querreihen mit jederseits 20 oder mehr Zähnen in Form eines nach vorn geschwungenen Bogens. Die Zähne haben – ähnlich wie bei anderen räuberischen Schnecken – die Form einfacher gekrümmter Dornen, die zur Hälfte in der Radula verankert sind. In der Mitte sind die Zähne klein, werden nach außen hin zunächst größer und am Rand wieder kleiner. Es gibt zwischen den Seitenzähnen einen spitzen Mittelzahn ohne Zahnplatte.

## Verbreitung und Gefährdung
Rectartemon depressus ist in den Regenwäldern der Mata Atlântica an der brasilianischen Ostküste zu finden. Zu den Fundorten gehören in Rio Grande do Sul unter anderem Taquara, Morro Reuter und Guaíba. Auf Grund der starken Zerstörung und Zersplitterung des Lebensraumes durch Abholzung seit dem 20. Jahrhundert gehört die Schnecke zu den potentiell bedrohten Arten.

## Ernährung
Wie andere Raubschnecken der Familie Streptaxidae frisst Rectartemon depressus Schnecken, darunter die invasive pflanzenfressende Art Bradybaena similaris. Darüber hinaus erbeutet sie als einzige bisher bekannte Schneckenart Landplanarien, darunter schneckenfressende Arten wie Obama ladislavii und andere in Südamerika heimische Plattwürmer, aber auch die invasive Art Bipalium kewense. Die Beute wird mit der scharfzähnigen Radula ergriffen und als Ganzes verschlungen.
Die Schnecke lässt sich in Gefangenschaft mit einer Mischkost aus Bradybaena similaris und Plattwürmern gesund ernähren. Die Verwendung dieser oder möglicher anderer plattwurmfressenden Schneckenarten für die biologische Kontrolle invasiver Plattwurmarten wird diskutiert.